# 杨臣刚
杨臣刚（1979年2月18日—），中国大陆男歌手。

## 生平
杨臣刚出生于武汉。1996年开始研习吉他，并随吉他研习会在武汉各大高校及演艺厅等演出长达五年。2004年因一首名为《老鼠爱大米》的网络歌曲而迅速走红并参加2005年央视春节联欢晚会。楊之后的作品并未引起太多反响。